# Harry Andersson
Harry Emanuel Andersson (Norrköping, 1913. március 7. – Norrköping, 1996. június 6.), svéd válogatott labdarúgó.

## Sikerei, díjai

### Klub
- IK Sleipner
  - Svéd első osztály bajnoka: 1937-38

### Egyéni
- Svéd gólkirály: 1934-35